# Abrar Hussain
Syed Abrar Hussain (auch bekannt als Ibrar Hussain; * 9. Februar 1961 in Quetta, Belutschistan; † 16. Juni 2011 ebenda) war ein pakistanischer Boxer.

## Karriere
Sein internationales Debüt als Boxer gab er 1983 bei den Asienmeisterschaften in Japan, bei denen er eine Bronzemedaille gewann. Hussain nahm in den Jahren 1984, 1988 und 1992 für Pakistan an den Olympischen Sommerspielen teil. Bei den Südasienspielen 1985 in Dhaka gewann er Gold und wurde zum Besten Boxer des Turniers gekürt, 1989 in Islamabad konnte Hussain diese beiden Erfolge wiederholen.
Weitere Stationen seiner Karriere waren der 11. Mini World King’s Cup in Bangkok 1985, der President Cup in Jakarta in den Jahren 1986, 1987, 1989 und 1990, sowie die 14. Commonwealth Games 1990 in Neuseeland und die Südasienspiele 1991 in Sri Lanka. Bei den Asienspielen 1990 in Peking gewann er eine Goldmedaille im Halbschwergewicht.
Am 16. Juni 2011 wurde Hussain um circa 13:45 Uhr von unbekannten Angreifern erschossen. Er befand sich auf dem Nachhauseweg, als zwei Männer auf einem Motorrad sein Fahrzeug anhielten und einer der beiden das Feuer auf ihn eröffnete. Hussain, der dabei schwere Verletzungen erlitt, wurde zur Erstversorgung in das Sandeman Provincial Headquarters Hospital und anschließend in das Combined Military Hospital verlegt. Dort erlag er seinen Verletzungen.
Infolge seines Todes wurde das für den 16. Juni vorgesehene All Pakistan NBP Boxing Championship abgesagt.